# Újiráz, Hajdú-Bihar
Újiráz este un sat în districtul Berettyóújfalu, județul Hajdú-Bihar, Ungaria, având o populație de 586 de locuitori (2011). 

## Demografie
Componența etnică a satului Újiráz
     Maghiari (99,03%)
     Romi (0,97%)
Componența confesională a satului Újiráz
     Romano-catolici (45,56%)
     Fără religie (15,53%)
     Reformați (10,75%)
     Atei (1,02%)
     Necunoscută (27,13%)
     Alte religii (0,51%)
Conform recensământului din 2011, satul Újiráz avea 586 de locuitori. Din punct de vedere etnic, majoritatea locuitorilor (99,03%) erau maghiari. Nu există o religie majoritară, locuitorii fiind romano-catolici (45,56%), persoane fără religie (15,53%), reformați (10,75%) și atei (1,02%). Pentru 27,13% din locuitori nu este cunoscută apartenența confesională.